# Cassipourea brittoniana
Cassipourea brittoniana là một loài thực vật có hoa trong họ Rhizophoraceae. Loài này được Fawc. & Rendle mô tả khoa học đầu tiên năm 1926.